# Anarhichadidae

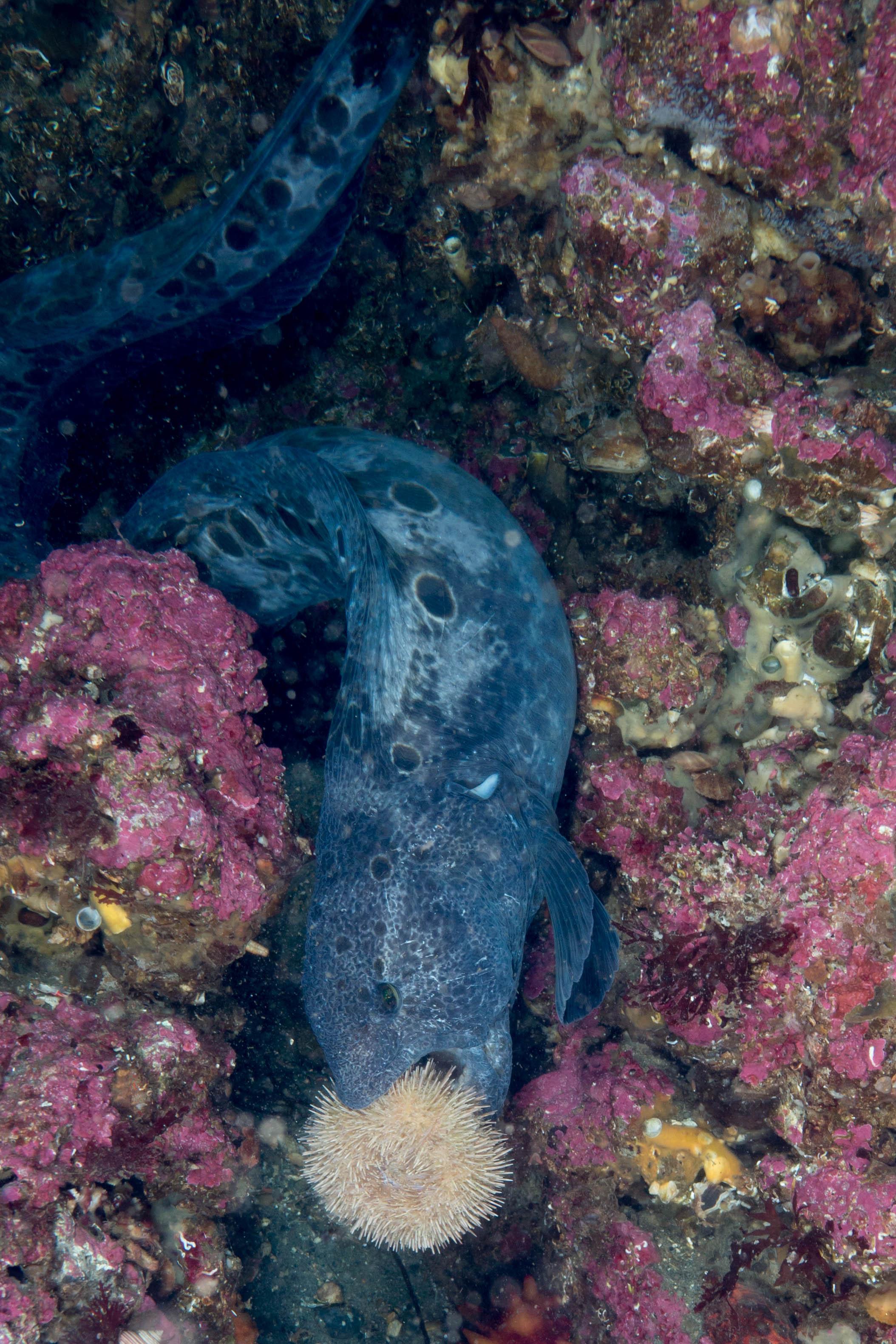
Anarrhichthys ocellatus nell'atto di nutrirsi di un riccio di mare

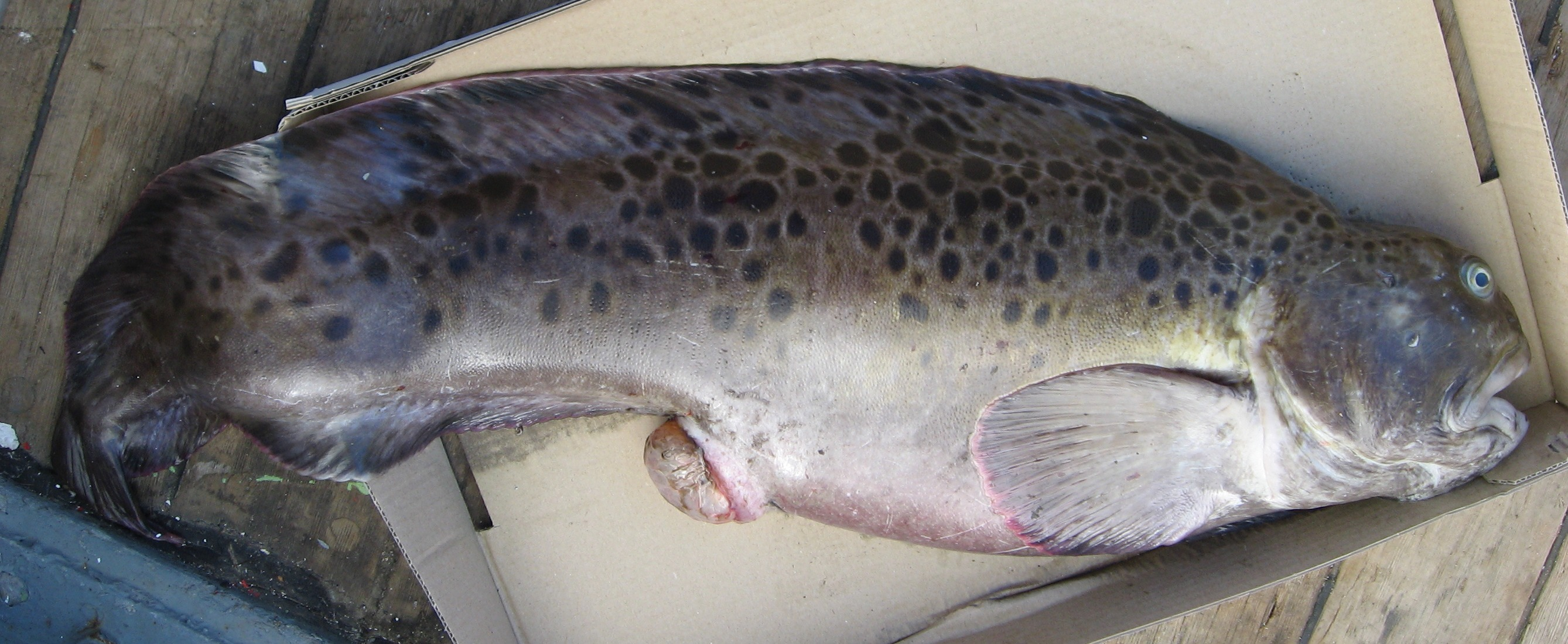
Anarhichas minor

Gli Anarhichadidae è una famiglia di pesci ossei marini appartenenti all'ordine Perciformes.

## Distribuzione e habitat
La famiglia è limitata alle acque fredde del nord Atlantico e del nord Pacifico. Un individuo di Anarhichas lupus, specie comune nell'Atlantico europeo, è stato catturato nel mar Mediterraneo, in Liguria, nel 1958, questa segnalazione per il mare nostrum rimane isolata e sostanzialmente inspiegabile.
Sono pesci pigri, bentonici, che vivono in acque costiere o moderatamente profonde.

## Descrizione
Questi pesci hanno un aspetto caratteristico, spesso ritenuto inquietante o addirittura orribile. Il corpo ha un aspetto generale abbastanza simile ai Blenniidae: è compresso lateralmente e piuttosto allungato nel genere Anarhichas mentre è allungatissimo e quasi anguilliforme in Anarrhichthys ocellatus. La testa è grande ed è dotata di una bocca ampia armata di mascelle molto sviluppate con denti molto grandi e robusti, ben visibili anche a bocca chiusa. I denti anteriori sono caniniformi, quelli laterali e quelli sul palato (denti palatini) sono invece simili a molari. La pinna dorsale è composta di soli raggi spinosi flessibili ed è molto lunga: parte dietro la testa e raggiunge il peduncolo caudale. La pinna anale è simile alla dorsale ma parte da metà del corpo. La pinna caudale è arrotondata, di solito piccola ed è separata dalla dorsale e dall'anale solo da un piccolo spazio. In Anarrhichthys ocellatus le pinne pari sono invece unite come negli anguilliformi. Le pinne pettorali sono ampie, rotondeggianti; le pinne ventrali sono assenti. Le scaglie sono piccole e immerse nella pelle, talvolta mancano del tutto. La linea laterale è presente sulla testa, sul corpo è apparentemente assente ma in realtà è presente anche se rudimentale, suddivisa in uno o due spezzoni. La vescica natatoria è assente.
Sono pesci di taglia piuttosto grande, che supera regolarmente il metro e mezzo di lunghezza. Anarrhichthys ocellatus è la specie più grande e raggiunge i 240 cm.

## Biologia

### Alimentazione
Si cibano principalmente di invertebrati bentonici a guscio duro come molluschi o echinodermi.

## Specie
- Genere Anarhichas
  - Anarhichas denticulatus
  - Anarhichas lupus
  - Anarhichas minor
  - Anarhichas orientalis
- Genere Anarrhichthys
  - Anarrhichthys ocellatus[3]